# Platzspitzbaby
Platzspitzbaby è un film svizzero del 2020 diretto da Pierre Monnard e tratto dal romanzo autobiografico omonimo del 2013 scritto da Michelle Halbheer in collaborazione con la giornalista Franziska K. Müller.

## Trama
Zurigo, 1992. La giovanissima Mia si addentra nel degradato parco Platzspitz, da molti anni divenuto la più grande scena aperta della droga in Europa e un pericoloso ritrovo per migliaia di tossicodipendenti (soprattutto eroinomani), per cercare sua madre Sandrine. Si accenna alla fine della relazione dei suoi genitori e al modo in cui Mia elabora e cerca di non farsi sopraffare da queste situazioni tramite il suo amico immaginario Buddy Franco.
Tre anni dopo, nella primavera del 1995, con la chiusura del Platzspitz, i tossicodipendenti vengono rimandati nelle loro comunità d'origine. Madre e figlia si trasferiscono nell'Oberland Zurighese, sistemandosi in un appartamento loro assegnato. Mia, nonostante alcuni episodi di bullismo a causa del passato della madre, cerca di integrarsi nella nuova scuola.
Allo stesso tempo viene trattato il penoso rapporto tra Mia e Sandrine, che prova invano a disintossicarsi: infatti, poco tempo dopo incontra nuovamente i suoi vecchi "amici" e ricade nella tossicodipendenza. Mia è costretta a riaccompagnarla a Zurigo, a procurarle le droghe e ad assisterla durante i test antidroga richiesti dai servizi sociali. Il loro rapporto subisce continue battute d'arresto, anche per via della crescente aggressività di Sandrine, lasciando Mia sempre più insofferente.
Un altro aspetto affrontato è l'impotenza delle autorità: sebbene André, il padre di Mia, desideri prendere in custodia sua figlia per garantirle un futuro sereno, non può farlo senza la sua autorizzazione; dopo il divorzio Mia aveva chiesto di stare con la madre, vede il padre una volta al mese e rifiuta di andarsene con gli assistenti sociali. A un certo punto tuttavia, non riuscendo più a sopportare questa situazione ed essendo giunta allo stremo dopo ultimo furioso litigio, Mia fugge di casa e chiama il padre da una cabina telefonica chiedendogli  di venirla a prendere.

## Riconoscimenti
- 2020 – Festival internazionale del cinema di Varsavia
  - Selezione ufficiale
- 2021 – Premio del cinema svizzero[2]
  - Miglior attrice a Sarah Spale
  - Candidatura al miglior film
  - Candidatura per la miglior sceneggiatura ad André Küttel
  - Candidatura alla miglior attrice per Luna Mwezi
  - Candidatura per il miglior montaggio a Sophie Blöchlinger